# Зелучень
Зелучень (рум. Zăluceni) — село у Флорештському районі Молдови. Утворює окрему комуну.

## Населення
За даними перепису населення 2004 року у селі проживали 935 осіб.
Національний склад населення села:
| Національність       | Кількість осіб | Відсоток |
| -------------------- | -------------- | -------- |
| молдавани            | 918            | 98,2%    |
| українці             | 8              | 0,9%     |
| росіяни              | 6              | 0,6%     |
| гагаузи              | 1              | 0,1%     |
| болгари              | 1              | 0,1%     |
| інша / без відповіді | 1              | 0,1%     |
| Всього               | 935            | 100%     |